# Listă de seriale de televiziune britanice difuzate în România până în 1989
Aceasta este o listă cu titluri în limba română de seriale de televiziune britanice transmise de Televiziunea Română până în 1989.
Serialele de 30 minute (notate 30') erau de regulă difuzate joia între orele 20:00-20:30, iar serialele cu durată de 50-60 minute sâmbăta după ora 21:00.
| AP        | Titlul românesc       | Titlul original nr. episoade        | Studioul de producție                          | Difuzare TVR RO                        | Actori principali                              |
| --------- | --------------------- | ----------------------------------- | ---------------------------------------------- | -------------------------------------- | ---------------------------------------------- |
| 1958‑1959 | Ivanhoe               | Ivanhoe (39 ep. a 30')              | Screen Gems Television, Sydney Box Productions | 17.08.1967-28.03.1968 (ultimul episod) | Roger Moore, Robert Brown                      |
| 1959‑1960 | Vikingii              | Tales of the Vikings (39 ep. a 30') | Brynaprod, United Artists Television           | 4.04.1968-22.08.1968                   | Jerome Courtland, Buddy Baer                   |
| 1961‑1969 | Răzbunătorii          | The Avengers (161 ep. a 50')        | Associated British Corporation                 | 27.04.1968-4.01.19698 (ultimul episod) | Patrick Macnee, Diana Rigg, Honor Blackman     |
| 1962-1969 | Sfîntul               | The Saint (118 ep. a 50')           | ITC, New World Productions                     | 9.10.1965-1967                         | Roger Moore, Ivor Dean                         |
| 1966-1967 | Baronul               | The Baron (30 ep. a 50')            | ATV, ITC                                       | 10.12.1966-                            | Steve Forrest, Sue Lloyd                       |
| 1967-1968 | Omul cu valiza        | Man in a Suitcase (30 ep. a 60')    | ITC                                            | 29.07.1967-                            | Richard Bradford, Ricardo Montez               |
| 1967      | Forsyte Saga          | The Forsyte Saga (26 ep. a 50')     | BBC, MGM Television                            | 14.09.1968-                            | Eric Porter, Margaret Tyzack                   |
| 1968-1969 | Campionii             | The Champions (30 ep. a 60')        | ITC                                            | 28.04.1968-5.10.1968                   | Stuart Damon, Alexandra Bastedo, William Gaunt |
| 1971-1980 | Linia maritimă Onedin | The Onedin Line (91 ep. a 50')      | BBC                                            | 21.08.1977-                            | Peter Gilmore, Jessica Benton                  |